# Оданкур
Оданкур (фр. Audincourt) насеље је и општина у источној Француској у региону Франш-Конте, у департману Ду која припада префектури Монбелијар.
По подацима из 2011. године у општини је живело 14.966 становника, а густина насељености је износила 1708,45 становника/km². Општина се простире на површини од 8,76 km². Налази се на средњој надморској висини од 332 метара (максималној 417 m, а минималној 314 m).

## Демографија
| 1962.  | 1968.  | 1975.  | 1982.  | 1990.  | 1999.  | 2011.  |
| ------ | ------ | ------ | ------ | ------ | ------ | ------ |
| 12.433 | 13.488 | 18.578 | 17.454 | 16.361 | 15.539 | 14.966 |

График промене броја становника у току последњих година